# Iúri Leitão
Iúri Leitão, född, 3 juli 1998, är en portugisisk professionell landsvägscyklist och bancyklist.

## Karriär
Iúri Leitão har cyklat professionellt sedan 2021. Bland hennes meriter kan nämnas guld i omnium vid världsmästerskapen i cykling 2023 och silver i elimineringsloppet vid VM 2021.
Vid OS 2024 tog han guld i madison tillsammans med Rui Oliveira och silver i omnium.